# 록히드 L-1011 트라이스타
록히드 L-1011 트라이스타(Lockheed L-1011 Tristar), 일명 '트라이스타'는 미국의 방위산업체인 록히드에서 개발한 3발 대형 광동체 여객기로, 록히드 유일의 대형 여객기이자 마지막 민항기였다. 1960년대 점보 제트기 붐이 일어날 때 보잉 747과 DC-10을 경쟁 상대로 개발했다. 1968년, 첫 비행 이래 1984년 델타 항공을 끝으로 판매가 종료되었으며, 최종 판매 및 인도 댓수는 250대이다. 이 기종은 400명을 수용하고 7,410km를 항속할 수 있게 제작되었으며 DC-10과 같이 삼발기로 제작되었으나 DC-10과 달리 S-Duct를 채택, 수직안정판의 안정성을 증대하였다. 또한 당시 최신의 기술인 자동 착륙 시스템과 하강 컨트롤 시스템 그리고 하단 데크에 갤리/라운지를 수용할 수 있게 제작되었다.
엔진은 롤스로이스의 RB211만 이용했는데, 이 기종의 발목을 잡은 원인이 되었다. 록히드는 트라이스타가 나쁘지 않은 평가를 받자 DC-10처럼 삼발 점보기 시장에서 트라이스타의 성공을 예상했지만 엔진 제작사인 롤스로이스의 재정난으로 RB211 엔진의 납품이 지연어 출고가 늦어졌으며, 민항기 부문에서 악평을 받아 왔던 록히드의 이미지 반등에 실패해 판매 부진에 시달렸다. 거기에 록히드 사건까지 겪었다.
1984년에 트라이스타를 보잉 727과 같이 단종시킨 록히드는 모든 민항기 제작을 종료하고 마틴사와 합병, 현재의 록히드 마틴으로 재탄생했다.

## 개발

### 기원
1960년대, 점보기 붐이 일어난 때 아메리칸 항공은 DC-10을 운용하였는데, DC-10과 달리 보잉 747의 수용 능력을 지니고 허브인 댈러스와 뉴욕에서 대서양 횡단과 남미를 운항할 수 있는 제트 여객기를 록히드에 요청하였다.
록히드는 트라이스타 이전에도 민항기를 간간히 만들어 왔지만 군용기를 손본 수준에 그쳐서 크게 악평을 받아 왔으며, L-188 이후 한동안 민항기를 제작하지 않아서 당시 문제가 많았다. 그러나 록히드는 과감히 이 주문을 받아들여 아예 기반부터 백지에서 시작한 트라이스타를 만들게 되었다. 처음 이 항공기를 만들 때, 객실이 기존 항공기보다 조용하여 '위스퍼라이너'라고 불리었다.

### 생산
트라이스타의 프로토타입은 1970년 11월 16일 첫 비행을 하였고, 1972년 세계일주를 하며 전반적 홍보에 들어갔다. 첫 출고 역시 1972년에 이루어졌다.
엔진은 롤스로이스의 RB211 터보팬 엔진을 채택하였는데, 미국제 점보기 중 처음으로 영국제 엔진을 탑재하게 되었다. 하지만 설계상 오직 RB211 엔진만 장착할 수 있었다는 것이 발목을 크게 잡았는데, 롤스로이스의 재정난 때문에 RB211 엔진의 납품이 지연되면서 출고도 자연히 지연됐기 때문이다.
기종 자체는 나쁘지 않은 평가를 받았음에도, 록히드가 트라이스타 이전부터 가져 왔던 민항기 시장에서의 악평 때문에 경쟁 기종인 DC-10에 비해 판매 부진에 시달려 1984년에 단종됐다. 트라이스타의 총 생산량은 250대다.

### 디자인
L-1011 트라이스타는 기존 자동조종 시스템보다 진보된 자동조종 시스템을 채택하였고, 당시 최초로 FAA 인증을 받은 CAT-III 자동착륙 시스템을 채택하여 운항에 안전성을 대폭 증대하였다. 그 결과 가시거리가 짧은 환경에서도 무리없이 착륙할 수 있게 되었다. 또한 보잉 747처럼 관성항법장치를 탑재하여 항로 이탈을 방지하였고 다이렉트 리프트 시스템을 도입하여 접근 단계시 무리한 하강률 조절없이 부드러운 접근 및 착륙을 할 수 있게 하였다. 이외에도 기내 탑재용 계단을 탑재하여 탑승교가 없는 공항에서도 이용할 수 있도록 개발되었다.

## 운용

### 민항기
미국에서는 이스턴 항공이 최초로 도입, 이후 퍼시픽 사우스 웨스트 항공, 델타 항공이 구매하였다. 유럽 시장에서는 영국 항공이 구매, 아시아에서는 캐세이퍼시픽 항공이 대규모로 구매하였으나 1996년 에어버스 A330-300의 도입과 함께 전량 퇴역했다. 전일본공수는 1995년까지 트라이스타를 운용했다. 중동과 아프리카 지역에서는 임차 운항을 하며 트라이스타를 운용하였다. 1990년대, Orbital Sciences Corporation에서 트라이스타 1대를 임대, 로켓 시험을 위해 운용되었다.
록히드는 일본 시장을 공략하기 위해 일본 정부에 뇌물을 행사해 전일본공수에다가 트라이스타 구매를 촉구했고, 이에 전일본공수는 DC-10의 주문을 취소한 후 트라이스타를 도입하게 된다. 록히드 사건은 록히드가 마틴과 합병되는 치명타를 초래하였다.

### 군용기
트라이스타의 군용 버전은 공중급유기로 운용되었는데, 유일하게 영국 공군에서 운용되었으나 2014년 에어버스 A330 MRTT의 도입으로 전량 퇴역되었다. 현재 트라이스타의 군용 버전은 없는 상태이다.

## 파생형

### L-1011-1
L-1011기의 기본형으로 중단거리 노선을 공략하기 위해 개발되었다. 이에 따라 아시아.태평양 지역에서 주로 운용되었으며 하단 덱에 좌석을 설치, 탑승객 수를 늘렸다. 이와 함께 기내 탑재용 계단을 설치하여 운용성을 확대시켰다. 이 기종은 1972년, 이스턴 항공이 최초로 도입하였으며 전체 생산량의 75%를 차지하였다. 이스턴 항공 외에도 전일본공수, 캐세이퍼시픽 항공이 도입하였다.

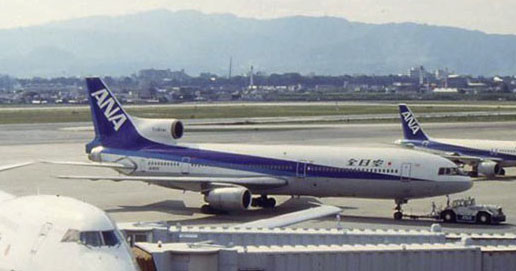
전일본공수의 록히드 L-1011-1 (퇴역)
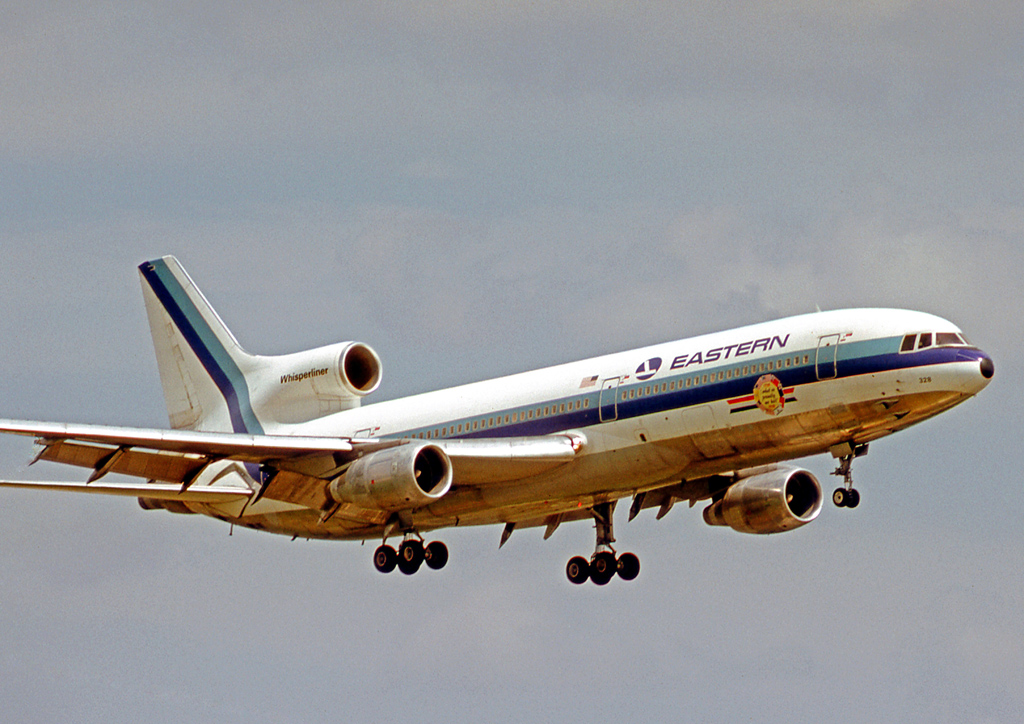
이스턴 항공의 록히드 L-1011-1 (퇴역)
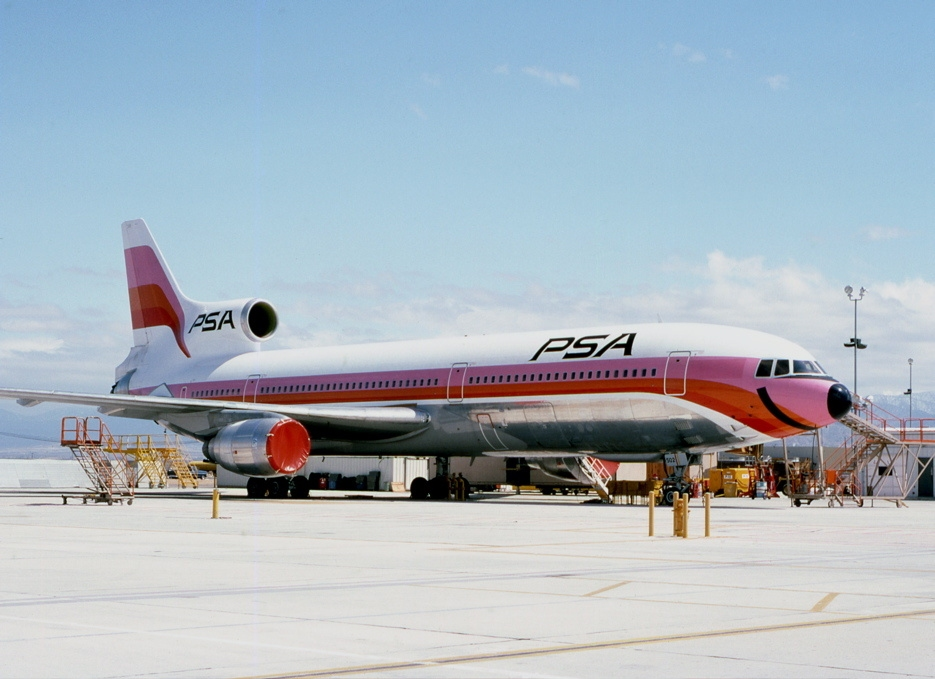
퍼시픽 사우스웨스트 항공의 록히드 L-1011-1 (퇴역)

### L-1011-100
L-1011-1을 기반으로 생산되었으며 연료탱크 증설, 기체 탑재중량을 늘려 1,500km를 추가적으로 항속할 수 있게 되었다. 이 기종은 1975년부터 생산되었으며 주 사용자는 사우디아 항공, 영국항공, 영국해외항공, 트랜스월드 항공이 주 사용자이다.

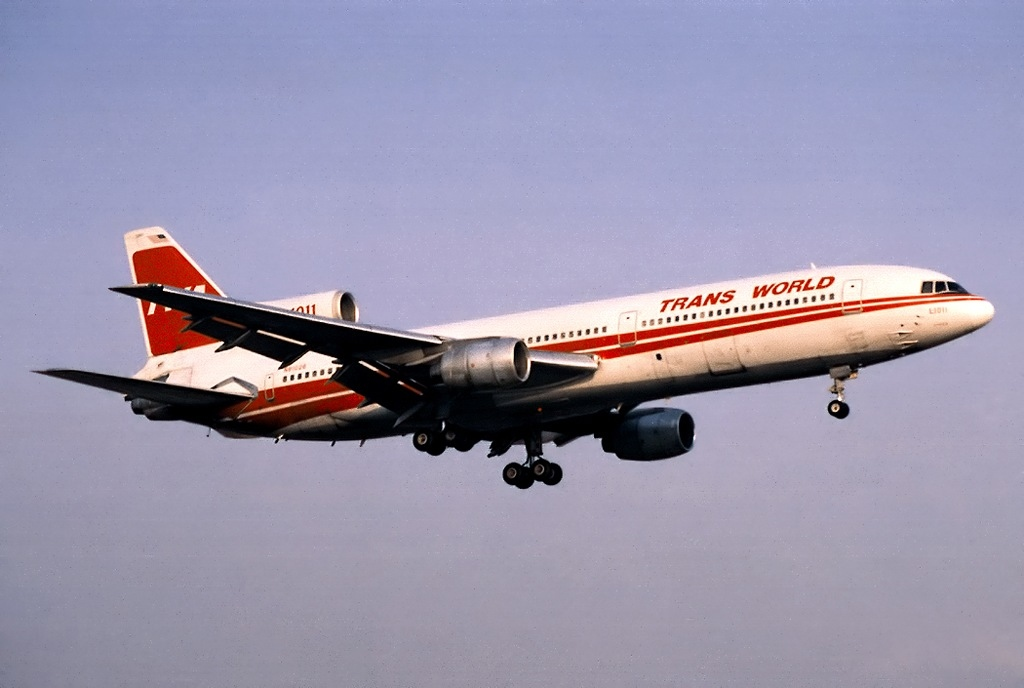
트랜스월드 항공의 록히드 L-1011-100 (퇴역)
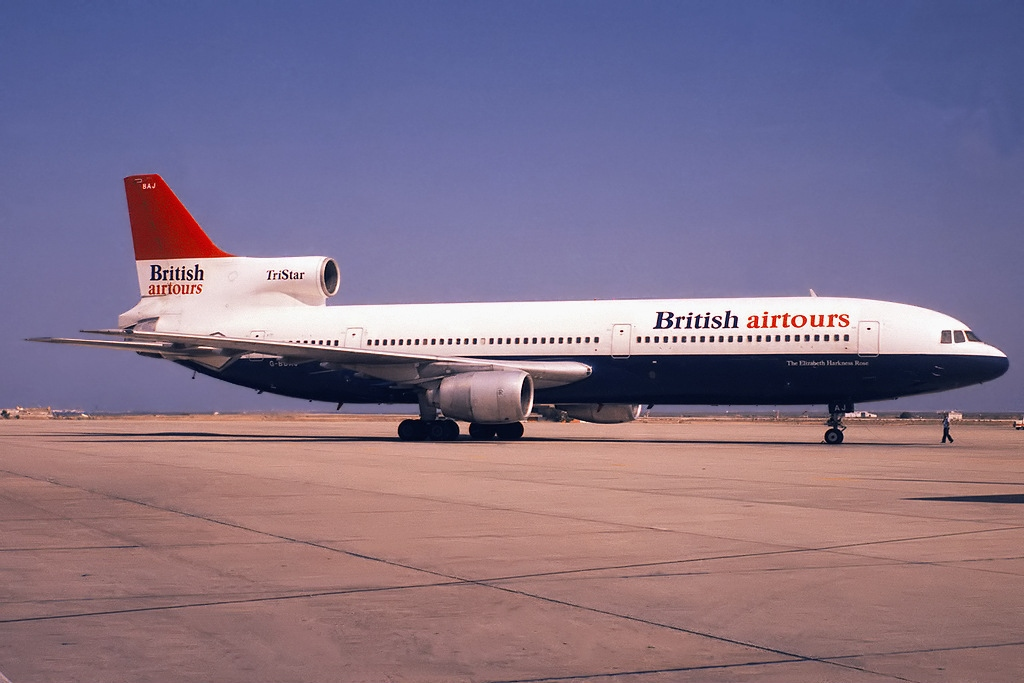
영국항공의 록히드 L-1011-100 (퇴역)

### L-1011-50
L-1011-1의 상향 버전으로 최대이륙중량을 195,000kg에서 204,000kg까지 늘린 모델이다. 새 기체는 한 대도 생산되지 못하였고, 오직 -1 모델로부터 개수만 되었다.

### L-1011-150
L-1011-50을 기반으로 제작됨 모델로서 L-1011-1의 최대이륙중량을 210,000kg까지 늘린 모델이다. 이 기종은 추가 연료탱크 증설 없이 항속거리도 증대된 모델로서 에어 트랜젯이 도입하였다.

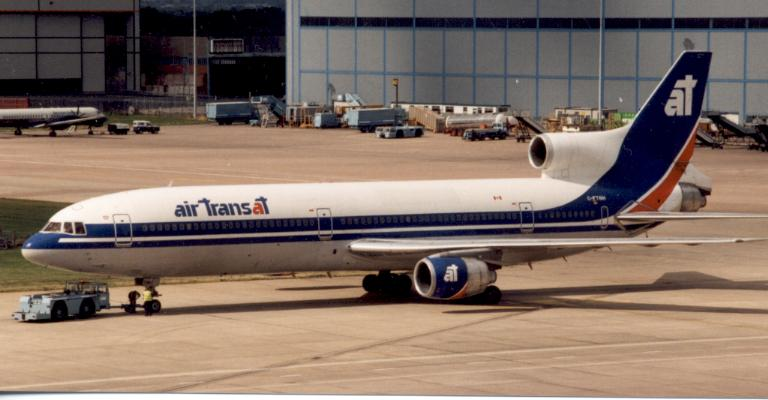
에어 트랜젯의 록히드 L-1011-150 (퇴역)

### L-1011-200
L-1011의 세번째 파생형으로 1976년 도입되었다. 이 기종은 롤스로이스의 RB211-524B 엔진을 채택하여 고온다습하고 고고도 환경에서도 운용할 수 있게 설계하였다. 그 결과 이 기종은 중동 지역에서 대거 주문하였고, 주 사용자는 걸프 에어로 기존에 운용하던 빅커스 VC-10을 대체하였다. 이 외에도 사우디아 항공, 스리랑카 항공이 주문하였다. 이외에도 추가 연료탱크를 탑재, 최대탑재용량을 215,000kg로 증대시켰다.

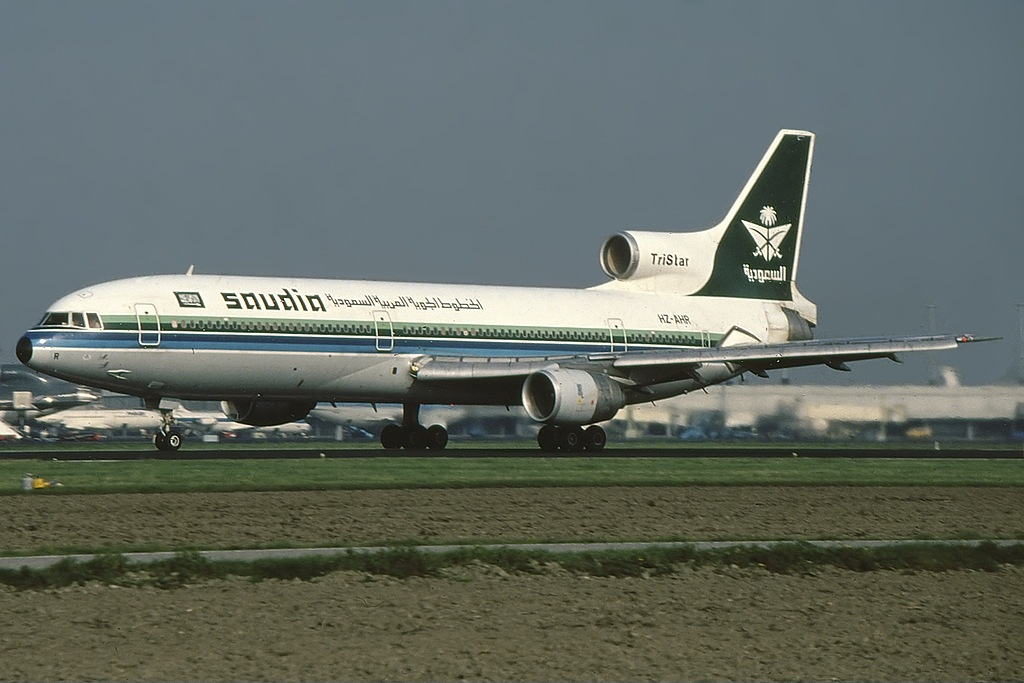
사우디아 항공의 록히드 L-1011-200 (퇴역)
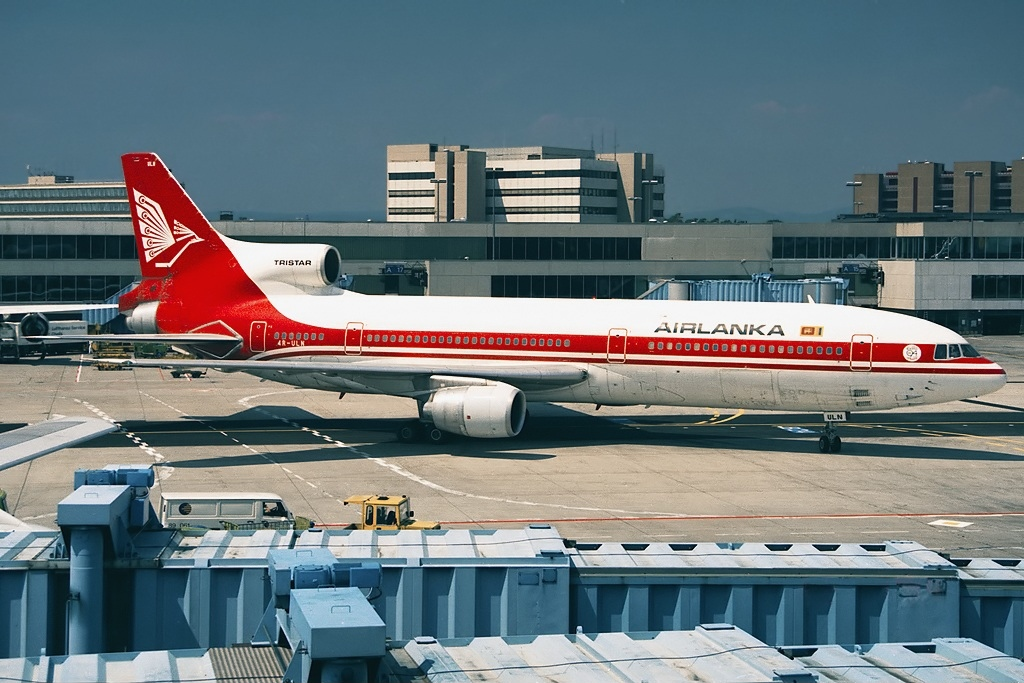
스리랑카 항공의 록히드 L-1011-200 (퇴역)

### L-1011-250
기존 L-1011-200의 상향 버전으로 최대이륙중량을 230,000kg로 늘렸다. 또한 RB211-524B의 향상 버전인 RB211-524B4I 엔진을 탑재, 연료 효율성을 대폭 향상시켰다. 이 기종은 DC-10-30의 경쟁 모델로서 주 사용고객은 델타 항공이었다. 그러나 DC-10-30에 비해 판매량은 많지 않았다.

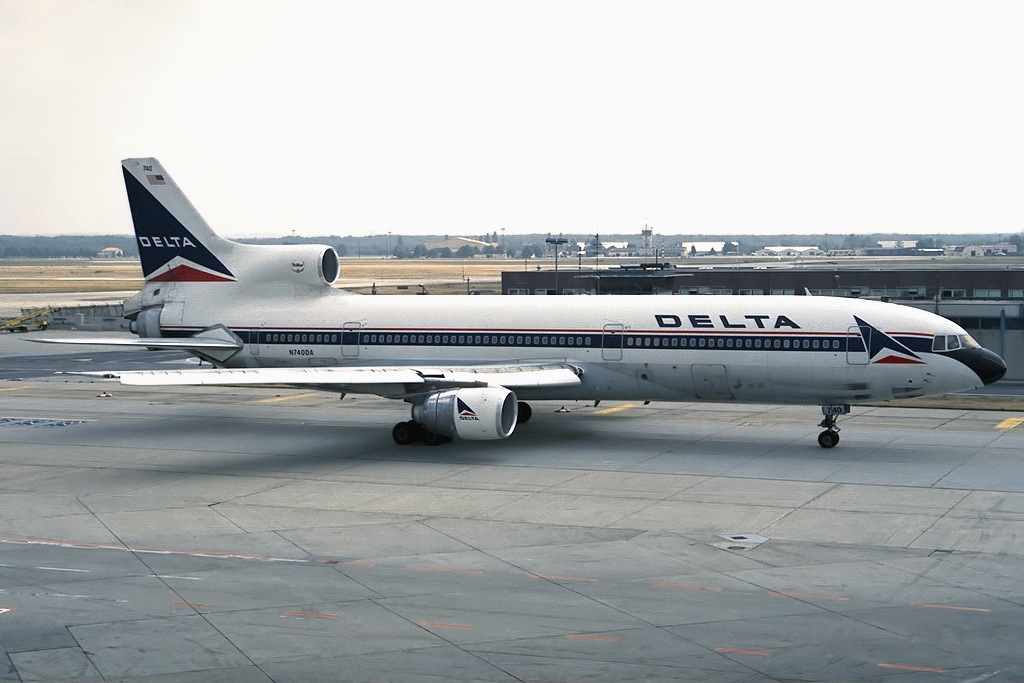
델타 항공의 록히드 L-1011-250 (퇴역)

### L-1011-500
L-1011의 마지막 파생형으로 동체를 짧게 하여 항속거리를 대폭 연장시킨 모델이다. 1978년 최초로 비행을 하였으며 기존 트라이스타의 동체의 4.3m를 줄였다. 그러나 DC-10-30과 DC-10-40에 비해 생산이 늦춰졌다. 도입이 이 기종은 취항지에 비해 지리적으로 거리가 긴 델타 항공, 영국 항공, TAP 포르투갈 항공이 주로 사용하였다.

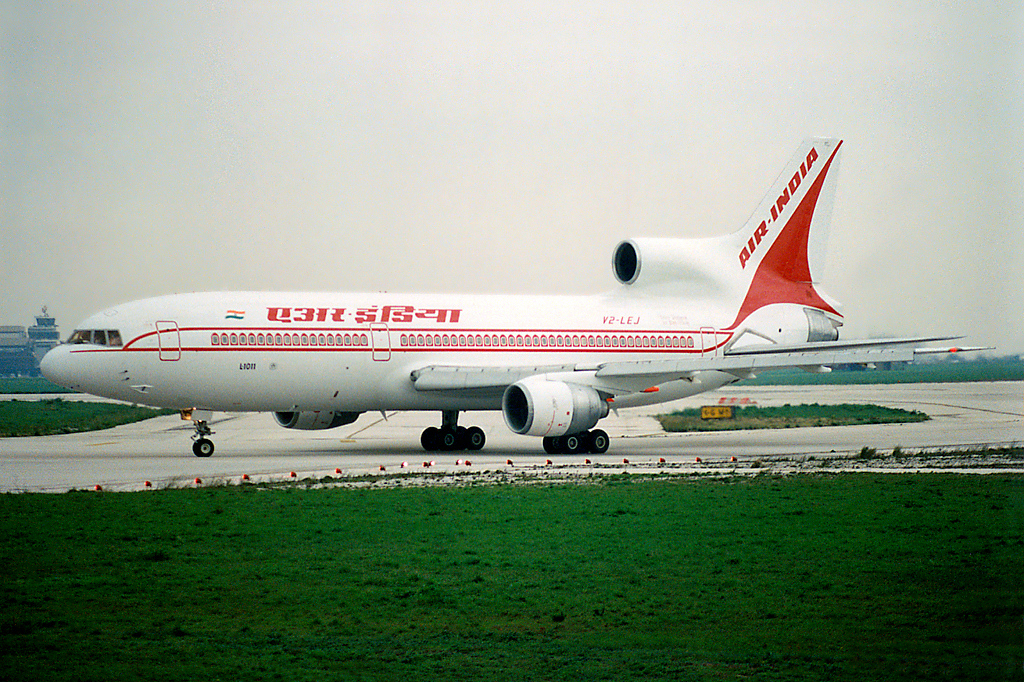
에어 인디아의 록히드 L-1011-500 (퇴역)
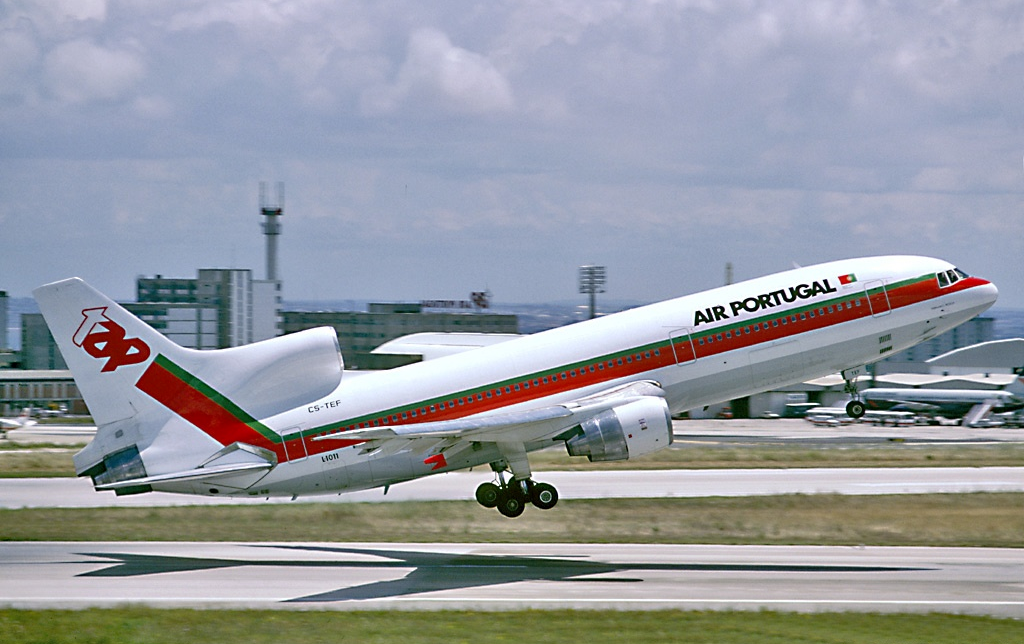
TAP 포르투갈 항공의 록히드 L-1011-500 (퇴역)
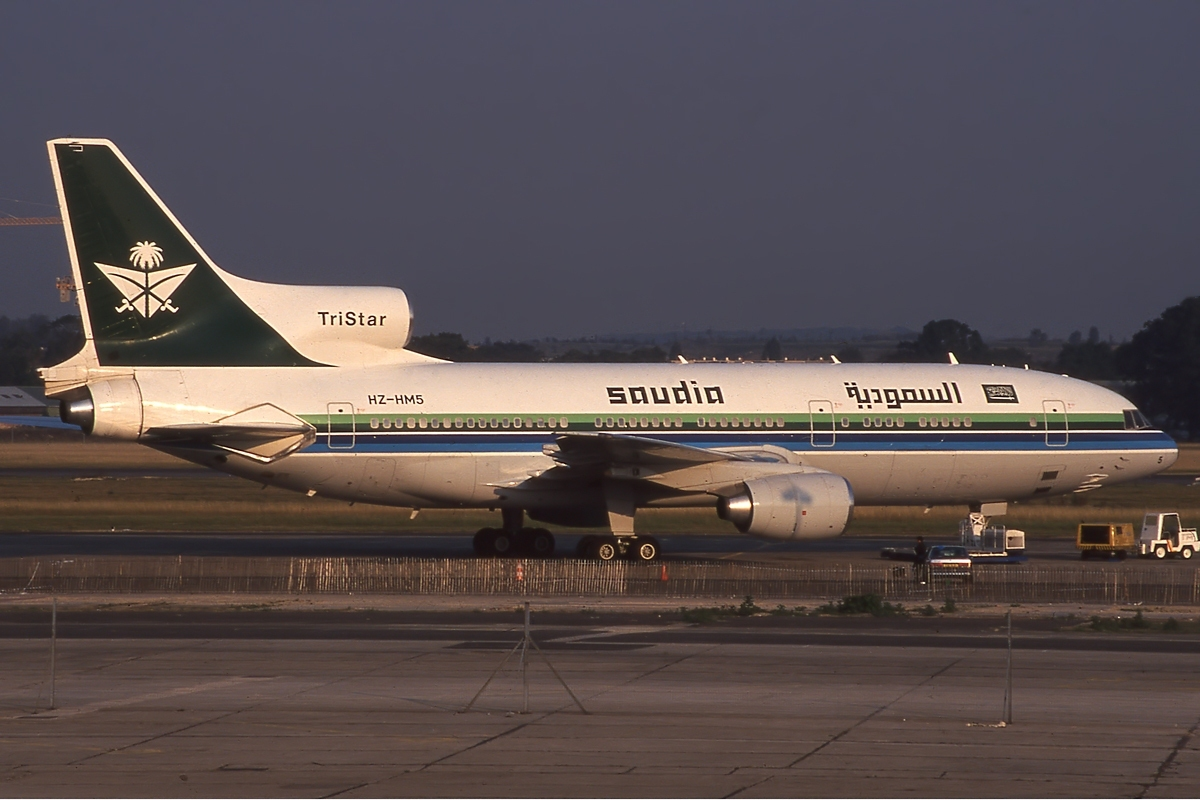
사우디아 항공의 록히드 L-1011-500 (퇴역)

## 과거의 보유 항공사
| - ADC 항공 - ATA 항공 - BWIA 항공 - JAT 유고슬라비아 항공 - LAM 모잠비크 항공 - LTU 국제항공 - STU 인터콘티넨탈 - TAAG 앙골라 항공 - TAP 포르투갈 항공 - 걸프 에어 - 글로브 제트 - 노르딕 이스트 항공 - 델타 항공 - 드래곤 에어 - 라스베가스 샌드 기업 - 로얄 에비에이션 - 로얄 요르단 항공 - 루즈 에어 - 바라크 에비에이션 - 블루 스칸디나비아 - 사우디아 항공 - 스리랑카 항공 - 스카이 게이트 인터내셔널 에비에이션 - 스카이 캐피탈 항공 - 아메리카 국제항공 - 아스카리 에비에이션 - 아에로페루 - 애로우 항공 - 에어 럼 - 에어 링구스 - 에어 스웨덴 - 에어 아메리카 - 에어 애틀랜타 아이슬란드 - 에어 캐나다 - 에어 트랜젯 - 에어 프랑스 - 영국 항공 - 오르비탈 사이언스 - 오리엔트 타이 항공 - 월드 에어웨이즈 캐나다 - 유나이티드 항공 - 유로 아틀란틱 항공 - 이베리아 항공 - 이스턴 항공 - 전일본공수 - 칼레도니안 항공 - 캐세이퍼시픽 항공 - 트랜스월드 항공 - 팬아메리칸 월드 항공 - 퍼시픽 사우스웨스트 항공 - 프리빌리지 제트 항공 - 하와이안 항공 - 헤와 보라 항공 | - 사우디아라비아 공군 - 알제리 공군 - 영국 공군 - 요르단 공군 |

## 퇴역기
대한민국의 항공사에서는 이 기종의 항공기를 사용한 적이 없지만, 퇴역기 2대가 다른 용도로 개조된 적이 있고, 이 중 한 대만 남아 있다. 대구광역시 수성구 수성못에 이스턴 항공의 N318EA에서 캐세이퍼시픽 항공의 VR-HOI로 바뀐 기체가 존재한다. 2006년 기준 레스토랑으로 운영되었다가 2012년 카페로 바뀌었고, 2014년 7월 30일 빙수 전문 카페로 변경되었으며, 2016년 3월 22일 화장실 환풍기 전기 합선으로 추정되는 화재가 발생해 진압되었다. 2016년 말 기준으로는 리모델링 공사를 진행해 도색을 바꾸어서 2017년 재개장했다.

## 제원
|                          | L-1011-1                                 | L-1011-200                               | L-1011-500                               |
| ------------------------ | ---------------------------------------- | ---------------------------------------- | ---------------------------------------- |
| 조종사                   | 3명                                      | 3명                                      | 3명                                      |
| 승객 수용력              | 400 (1-Class) 256 (2-Class)              | 400 (1-Class) 256 (2-Class)              | 330 (1-Class) 246 (2-Class)              |
| 객실 너비                | 18 피트 11 인치 (5.77 m)                 | 18 피트 11 인치 (5.77 m)                 | 18 피트 11 인치 (5.77 m)                 |
| 전체 길이                | 177 피트 8.5 인치 (54.17 m)              | 177 피트 8.5 인치 (54.17 m)              | 164 피트 2.5 인치 (50.05 m)              |
| 날개 길이                | 155 피트 4 인치 (47.35 m)                | 155 피트 4 인치 (47.35 m)                | 164 피트 4 인치 (50.09 m)                |
| 꼬리 높이                | 71 피트 7 인치 (21.82 m)                 | 71 피트 7 인치 (21.82 m)                 | 71 피트 7 인치 (21.82 m)                 |
| 전체 높이                | 55 피트 4 인치 (16.87 m)                 | 55 피트 4 인치 (16.87 m)                 | 55 피트 4 인치 (16.87 m)                 |
| 날개 너비                | 3,456 제곱 피트 (321.1 m2)               | 3,456 제곱 피트 (321.1 m2)               | 3,541 제곱 피트 (329.0 m2)               |
| 최대이륙중량             | 430,000 파운드 (200,000 kg)              | 466,000 파운드 (211,374 kg)              | 510,000 파운드 (231,332 kg)              |
| 최대착륙중량             | 358,000 파운드 (162,386 kg)              | 368,000 파운드 (166,922 kg)              | 368,000 파운드 (166,922 kg)              |
| 최소운항중량             | 241,700 파운드 (110,000 kg)              | 248,400 파운드 (113,000 kg)              | 245,400 파운드 (111,000 kg)              |
| 최고속도                 | 마하 0.95 (지속가능 최대속도= 마하 0.90) | 마하 0.95 (지속가능 최대속도= 마하 0.90) | 마하 0.95 (지속가능 최대속도= 마하 0.90) |
| 순항속도                 | 520 노트 (963 km/h)                      | 515 노트 (954 km/h)                      | 525 노트 (972 km/h)                      |
| 최소실속속도             | 108 노트 (200 km/h)                      | 110 노트 (204 km/h)                      | 114 노트 (211 km/h)                      |
| 최대중량시 항속거리      | 2,680 해리 (4,963 km)                    | 3,600 해리 (6,667 km)                    | 5,345 해리 (9,899 km)                    |
| 최대연료 탑재시 항속거리 | 4,250 해리 (7,871 km)                    | 4,935 해리 (9,140 km)                    | 6,090 해리 (11,279 km)                   |
| 실용상승한계고도         | 42,000 피트 (12,800 m)                   | 42,000 피트 (12,800 m)                   | 43,000 피트 (13,100 m)                   |
| 엔진                     | 롤스로이스 RB211-22                      | 롤스로이스 RB211-524B                    | 롤스로이스 RB211-524B                    |
| 추력                     | 42,000 lbf (187 kN)                      | 50,000 lbf (222 kN)                      | 50,000 lbf (222 kN)                      |
| 연료 탑재량              | 23,814 갤런 (90,150 l)                   | 26,502 갤런 (100,320 l)                  | 31,642 갤런 (119,780 l)                  |

### 배달
| 1972 | 1973 | 1974 | 1975 | 1976 | 1977 | 1978 | 1979 | 1980 | 1981 | 1982 | 1983 | 1984 | 1985 | Total |
| ---- | ---- | ---- | ---- | ---- | ---- | ---- | ---- | ---- | ---- | ---- | ---- | ---- | ---- | ----- |
| 17   | 39   | 41   | 24   | 16   | 12   | 8    | 14   | 24   | 28   | 13   | 5    | 5    | 3    | 249   |

## 대표 사건 및 사고
- 이스턴 항공 401편 추락 사고 (1972년)
- 사우디아 항공 163편 전소 사고 (1980년)
- 델타 항공 191편 추락 사고 (1985년)

## 같이 보기
- DC-10
- 더글러스 DC-8
- 보잉 747
- 에어버스 A300
- 록히드 사건